# Saint-Senier-sous-Avranches

Saint-Senier-sous-Avranches este o comună în departamentul Manche, Franța. În 1 ianuarie 2022 avea o populație de 1.426 de locuitori.